# Професор-Іширково
Профе́сор-Іши́рково (болг. Професор Иширково) — село в Силістринській області Болгарії. Входить до складу общини Сілістра.

## Походження назви
Село отримало назву на честь Анастаса Іширкова — болгарського вченого, географа і етнографа, основоположника географічної науки в Болгарії. 

## Населення
За даними перепису населення 2011 року у селі проживали 1146 осіб.
Національний склад населення села:
| Національність   | Кількість осіб | Відсоток |
| ---------------- | -------------- | -------- |
| болгари          | 559            | 50,4%    |
| турки            | 518            | 46,7%    |
| цигани           | 27             | 2,4%     |
| інша             | 5              | 0,5%     |
| не визначились   | 0              | 0%       |
| Всього відповіли | 1109           |          |

Розподіл населення за віком у 2011 році:
Динаміка населення: